# Marlik
Marlik est un site préhistorique de l'Âge du bronze final, situé dans la province de Guilan, dans le nord de l'Iran.

## Vestiges
De nombreux objets ont été trouvés à Marlik : une étonnante série d'art primitif représentant des animaux (taureau, léopard, dromadaire...), avec des lignes épurées, très stylisées, datant autour du XIIIe siècle av. J.-C., des gobelets en or gravés de monstres : hommes-taureaux, etc…